# Anno Domini
Anno Domini (također i Anno Domine; lat. „godine Gospodnje”, „ljeta Gospodnjega”, skraćeno u AD ili A.D.), oznaka je pod kojom se broje godine u julijanskom i gregorijanskom kalendaru. Puniji izraz mogao je glasiti Anno Domini Nostri Iesu (Jesu) Christi („U godini našeg Gospodina Isusa Krista”).
Kalendarska era koja se ovim broji počiva na tradicionalno izračunatoj godini Isusova začeća i rođenja. Prije Krista je oznaka za godine prije Kristova rođenja (na engleskom Before Christ – BC ili B.C.). Rabi se i kratica pr. n. e. (prije nove ere).
Sustav Anno Domini nastao je 525., ali u zapadnoj Europi u uporabu ulazi lagano, tek od 8. stoljeća. Prema Katoličkoj enciklopediji, čak su i pape nastavile isprave datirati po vladarskim godinama. Do masovnije uporabe u Europi dolazi postupno, od 11. do 14. stoljeća. Portugal je posljednja zapadnoeuropska zemlja koja je prihvatila sustav, i to 1422. U pravoslavnim zemljama era ulazi u uporabu od 15. stoljeća u grčkom svijetu, a masovnije od 18. stoljeća, počevši od Rusije, u kojoj je Petar Veliki 1700. izveo kalendarsku reformu.
Brojenje godina po A.D.-u (ili po alternativnoj oznaci opće (naše, nove) ere) najrašireniji je sustav brojenja na svijetu, uključujući brojenje desetljeća, stoljeća i tisućljeća. To je de facto standard, koji koriste međunarodne agencije poput Ujedinjenih naroda i Univerzalne poštanske unije. Njegova prevlast posljedica je europske kolonizacije drugih kontinenata od 15. stoljeća, pri čemu se širio i gregorijanski kalendar.

## Povijest
U prvih šest stoljeća onoga što će postati kršćanska era, europske zemlje koristile su se različitim sustavima za označavanje i brojenje godina, npr. konzularno datiranje (označavanje godina po konzulima na položaju), zatim brojenje po vladarskim godinama careva i u odnosu na pretpostavljeno vrijeme nastanka svijeta (Anno Mundi).
Iako je car Justinijan I. 541. imenovao posljednjeg necarskog konzula Bazilija, kasniji carevi do Konstansa II. (641. – 668.) imenovani su za konzule na prvu Novu godinu (1. siječnja) nakon dolaska na prijestolje. Svi ovi carevi, osim Justinijana, rabili su carske postkonzularne godine za sve godine vladavine, pored svojih vladarskih godina. (vidjeti julijanski kalendar). Odavno izvan uporabe, ova praksa je formalno ukinuta tek 888.

### Dionizijev rad
Sustav Anno Domini razradio je monah po imenu Dionizije Mali (Dionysius Exiguus, rođen u Maloj Skitiji), u Rimu, 525. godine. U svojoj uskrsnoj tablici Dionizije je izjednačio AD 532. s Dioklecijanovom vladarskom godinom 284. U Argumentum I, priključenom ovoj tablici, izjednačava godinu AD 525. s konzulatom Proba Juniora. Time implicira da se Isusovo utjelovljenje dogodilo 525 godina ranije, ne navodeći konkretnu godinu njegova rođenja ili začeća.
„Ipak, nigdje u izlaganju svoje tablice Dionizije ne dovodi u vezu svoju epohu s nekim drugim sustavom datiranja, bilo konzulatskim, olimpijadskim, godinom svijeta, ili Augustovom vladarskom godinom; niti on objašnjava ili opravdava početni nadnevak.”
Blackburn & Holford-Strevens ukratko predstavljaju argumente za 2. p.n.e., 1. p.n.e. ili 1. n.e. kao godinu u kojoj je Dionizije vidio Rođenje i Utjelovljenje.
Ima nekoliko izvora zabune:
- U novijim vremenima, Inkarnacija (Utjelovljenje) je istoznačno sa začećem (Blagovijesti, 25. ožujka), ali neki stari pisci, npr. Beda Časni, smatraju da je Inkarnacija isto što i Rođenje (Božić, 25. prosinca).
- Građanska (konzulska) godina počinjala je 1. siječnja, ali je Dioklecijanova godina počinjala 29. kolovoza (što je početak i koptske godine, u Egiptu).
- U popisima konzula bilo je netočnosti.
- Bilo je zbunjujućih zbirova vladarskih godina careva.

Dva stoljeća kasnije, anglosaski povjesničar Beda Časni je za godine prije ove ere rabio drukčiji latinski izraz, ante uero incarnationis dominicae tempus („vrijeme prije Gospodinova pravog utjelovljenja”), što bi bilo istovrjedno izrazu „prije Krista”.
Aleksandrijski monah Anijan je oko 400. napravio drukčiji proračun: Blagovijest je postavio na 25. ožujka 9. n.e., osam do deset godina nakon nadnevka na koji će upućivati Dionizije. Premda je ova era bila popularna u prvim stoljećima Bizantskog Carstva, ova Era Utjelovljenja opstala je samo u Etiopiji, što objašnjava razliku od 7-8 godina u erama (11. rujna 2008. počela je 2001. etiopska godina). Bizantski kroničari, poput Maksima Ispovijednika, Đorđa Sinkela i Teofana Ispovijednika, svoje su godine datirali od Anijanova Postanka Svijeta; ova era je prvu godinu započinjala 25. ožujka 5492. p.n.e. Kasniji bizantski kroničari koristili su „godine svijeta” od 1. rujna 5509. p.n.e., što se nazivalo bizantskom, ili carigradskom, erom (vidjeti bizantski kalendar). Ovakva era je korištena u bizantskom kulturnom krugu, uključujući i Srbiju i Rusiju prije Petra Velikog. Nijedna epoha od nastanka svijeta (Anno Mundi – „godini svijeta”) nije bila prevladavajuća u cijelom kršćanskom svijetu.

### Točnost
Prema Doggettu, „Iako proučavatelji generalno vjeruju da je Krist rođen nekoliko godina prije 1. n.e., povijesni dokazi su nedovoljni da bi smo imali definitivno datiranje.” Prema Evanđelju po Mateju (2:1,16) Kralj Herod Veliki bio je još živ kada je Isus rođen, i naredio pokolj nevine dječice kao odgovor. Blacburn & Holford-Strevens smatraju da je Herod umro malo prije Pashe 4. p.n.e. i kažu da oni koji prihvaćaju priču o pokolju nevinih ponekad povezuju zvijezdu koja je dovela biblijske mudrace (tri kralja) s planetarnom konjunkcijom od 15. srpnja 7. p.n.e. ili s Halleyjevim kometom iz 12. p.n.e. Čak i povjesničari koji ne prihvaćaju pokolj, prihvaćaju rođenje u Herodovo vrijeme kao tradiciju stariju od pisanih evanđelja.
Evanđelje po Luki (1:5) navodi da je Ivan Krstitelj začet, ako ne i rođen, u vrijeme kralja Heroda i da je Isus začet kada je Ivanova majka sv. Elizabeta bila u šestom mjesecu trudnoće (1:26). Lukino evanđelje također tvrdi da je Isus rođen tijekom vladavine cara Augusta i dok je guverner Sirije bio Kvirinije (ili Kirenije, 2:1-2). Blackburn & Holford-Strevens ukazuju da je Kirenijev/Kvirinijev guvernorat nad Sirijom započeo 6. n.e., što je neuskladivo sa začećem 4. p.n.e. i kažu da „Sv. Luka izaziva veliku poteškoću... Većina kritičara zato odbacuje Luku”. Neki proučavatelji na temelju Evanđelja po Ivanu postavljaju Isusovo rođenje oko 18. p.n.e.

### Popularizacija
Prvi povjesničar ili kroničar koji je rabio Anno Domini kao mehanizam datiranja bio je Viktor iz Tunune, afrički kroničar iz 6. stoljeća. Anglosaski povjesničar Velečasni Bede, kome je Dionizijev rad bio poznat, također je koristio ovaj sustav u svojoj Crkvenoj povijesti engleskog naroda, dovršenoj 731. U istoj ovoj knjizi, bio je prvi koji je uporabio izraz prije Krista i ustanovio standard po kojem nema nulte godine, iako je u computusu koristio nulu. Dionizije i Bede smatrali su da Anno Domini počinje Isusovim utjelovljenjem, ali „razlika između Utjelovljenja i Rođenja nije napravljena do kasnog 9. stoljeća, kada je na nekim mjestima epoha Utjelovljenja identificirana s Kristovim začećem, tj. Blagovijesti 25. ožujka” (Annunciation style na engleskom).
Na europskom kontinentu, Anno Domini je kao omiljenu eru karolinške renesanse uveo Alcuin. Pošto su car Karlo Veliki i njegovi nasljednici prihvatili ovu eru, ona je popularizirana i proširila se Karolinškim Carstvom. U tome leži korijen prevlasti te ere do današnjih dana.
Izvan karolinških domena, Španjolska je i dalje rabila Eru Cezarâ, ili španjolsku eru, koja je brojila godine od 38. p.n.e, do srednjeg vijeka. Era Mučenikâ, koja broji godine od Dioklecijanova ustoličenja 284., koji je pokrenuo posljednji, ali najteži val progona kršćana, korištena je u Aleksandrijskoj crkvi, a i danas ju koristi Koptska crkva. Drugi sustav je datirao od raspeća Isusova, za koje se još u vrijeme Hipolita i Tertulijana mislilo da se dogodilo za konzulata Gemina (29. n.e.). Ovaj sustav povremeno se javlja u srednjovjekovnim rukopisima. Većina sirijskih rukopisa napisanih krajem 19. stoljeća još je uvijek davala nadnevak na kraju isprave preko „godine Grkâ” (Anno Graecorum =  Seleukidska era).
Premda je Anno Domini bio u širokoj uporabi već u 9. stoljeću, tek je krajem 15. stoljeća postao sveprisutan, barem u zapadnoj Europi.

## Opća era
U engleskim tekstovima godine se umjesto s AD (Anno Domini) mogu označiti i s C.E. ili CE, što može biti kratica od Common Era („opća era”), Christian Era („kršćanska era”) ili Current Era („tekuća era”). Oznaci CE daju prednost oni koji žele naziv manje povezan s kršćanskim koncepcijama vremena.
U hrvatskom se koristi oznakom „n.e.” („nove ere” ili „naše ere”) odnosno „p.n.e.” ili „pne.” („prije” n.e.) ili „stare ere”. U SFR Jugoslaviji i komunističkim režimima bio je dopušten samo oblik „p.n.e.”. Od pada komunizma obnovljena je uporaba izraza „prije Krista” (pr.Kr.).

## Brojenje godina
Po gregorijanskom kalendaru, godini AD 1. prethodi godina 1. BC. Astronomi iz računskih razloga koriste ljestvicu u kojoj je godina 1. p.n.e. predstavljena kao godina 0, 2. p.n.e. kao godina -1 itd.

## Vanjske poveznice
- pretvornik kalendara